# 伊施格尔
伊施格尔是奥地利蒂罗尔州兰德克县的一个市镇。总面积103.3平方公里，总人口2128人，人口密度20.6人/平方公里（2005年）。